# Commanderie de Charmant
Le bourg de Charmant, en Charente, au sud d'Angoulême, a souvent été désigné par certains auteurs comme le siège d'une commanderie templière, dont le siège aurait été le château et dont l'actuelle église paroissiale Notre-Dame aurait fait partie. Rien dans les écrits n'en confirme le bien-fondé.

## Historique
Une tradition locale lie le château du bourg et son église à une commanderie templière du XIIIe siècle.
Le cartulaire de la cathédrale d'Angoulême mentionne que l'église de Charmant a appartenu au chapitre de la cathédrale à la suite d'une généreuse donation de son seigneur Ugbert (1060-1075). Les chanoines de Saint-Augustin ont édifié un prieuré. Aucun texte écrit mentionne par la suite qu'il ait appartenu, même temporairement, aux Templiers.
Il n'y a pas non plus de trace écrite dans l'inventaire des biens templiers, ou hospitaliers après la dissolution de cet ordre en 1312 (concile de Vienne), et aucune mention dans les textes des Hospitaliers par la suite.

## Description

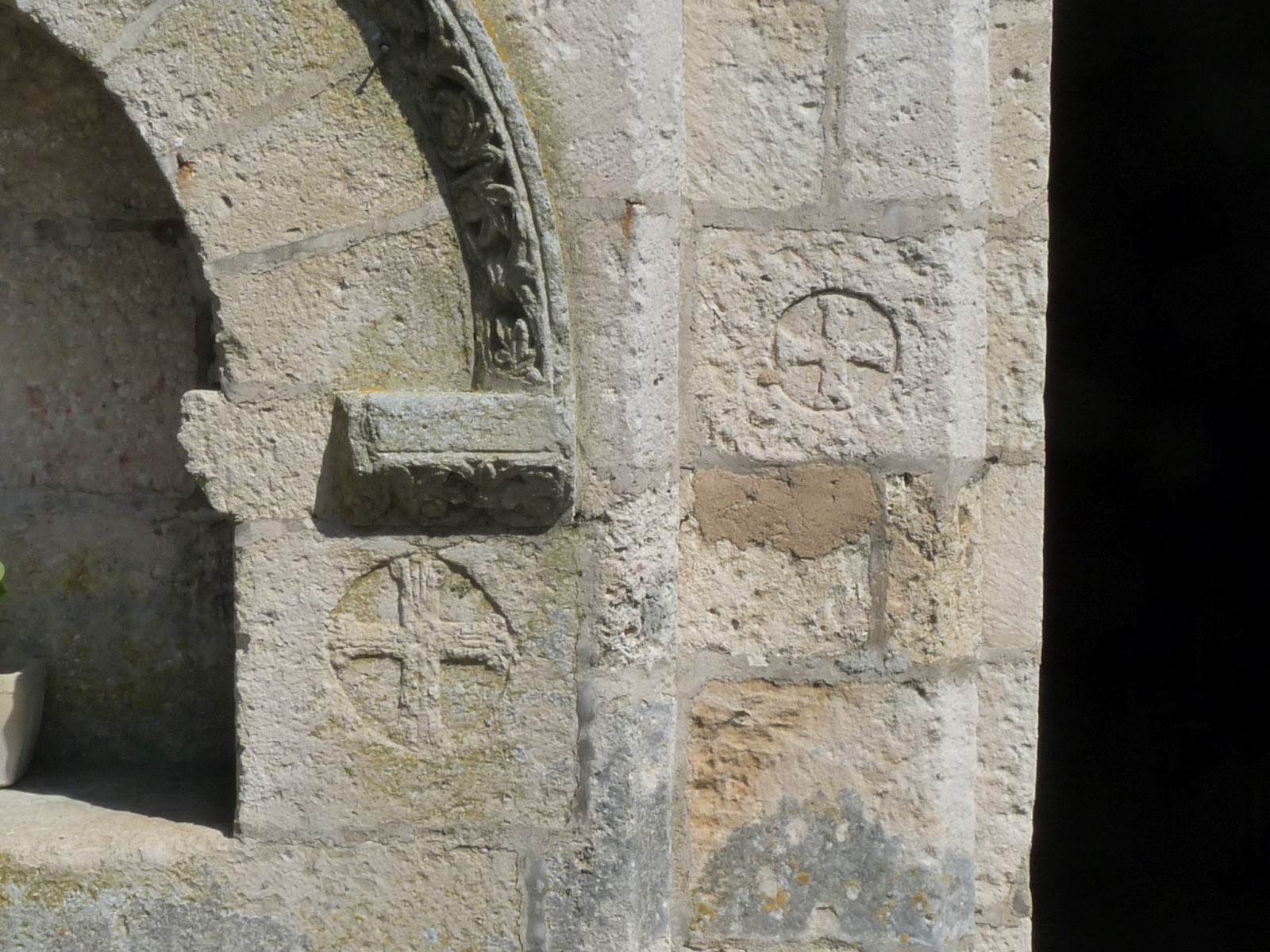
Croix de consécration

D'après Charles Daras, seul l'examen des bâtiments permet de supposer une architecture templière, avec en particulier deux croix pattées sur la façade de l'église, à gauche du portail, près d'un enfeu qu'il suppose être celui d'un commandeur. Mais selon d'autres auteurs, une église templière aurait une architecture plus sobre et modeste, même la nef primitive du XIIe siècle, et ces croix gravées ne seraient qu'un signe de la consécration du lieu.
Le logis date de la fin du XVIe siècle, et toujours d'après Daras, aurait intégré le logis du gouverneur.